# シェイカー (調理器具)

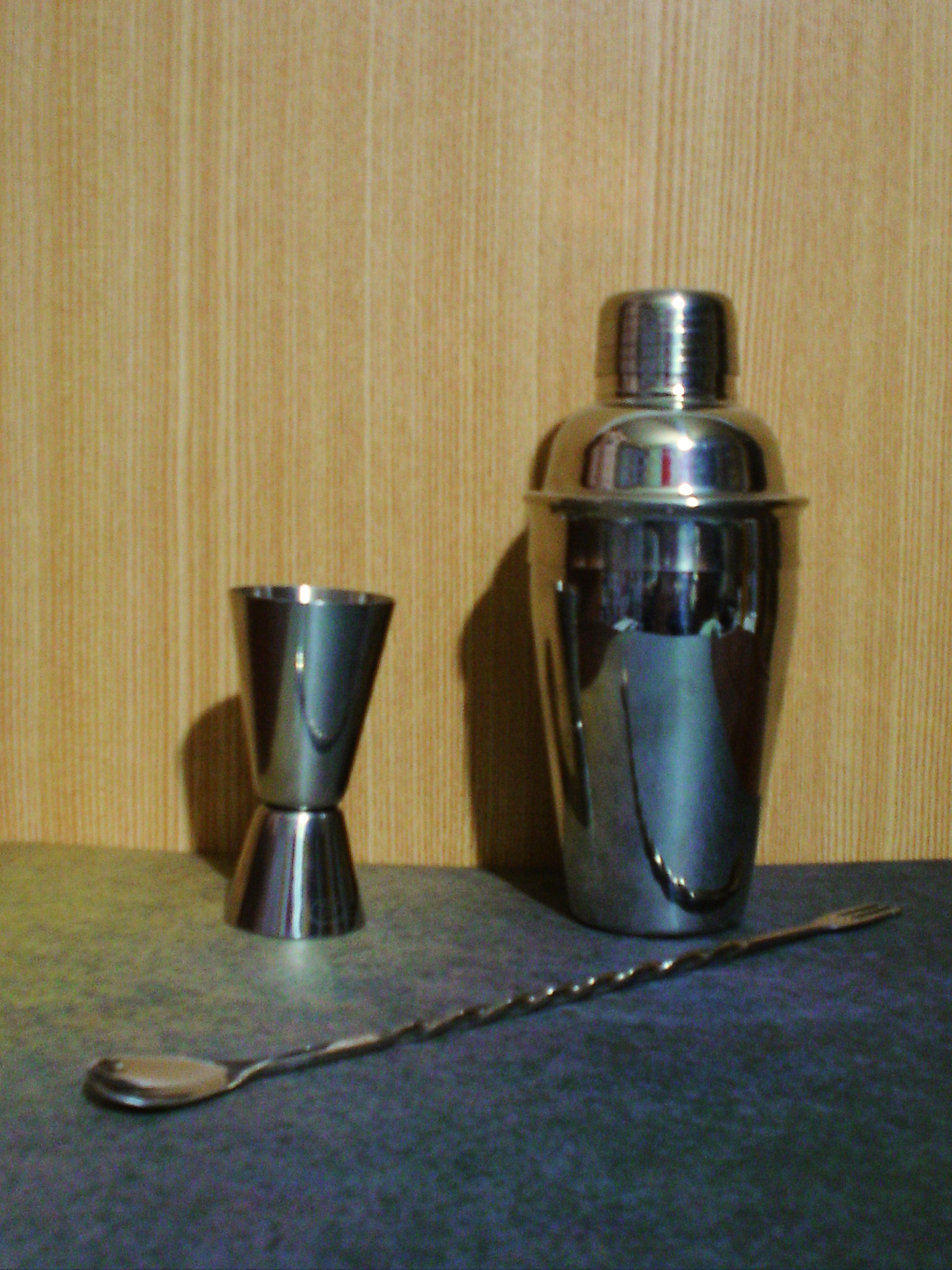
シェイカーとバースプーンとメジャーカップ

シェイカー または シェーカー（英: shaker）とは、カクテルなどを作るための器具の1つである。金属で出来ていることが多く、ステンレスや洋銀などで作られる。稀にガラス製や陶製のものもある。
「シェーカー」という場合にはカクテルを作るためのカクテルシェーカーを指すことが多いが、振り出しながら用いる調味料入れも「シェーカー」という（塩を入れるためのソルトシェーカー、胡椒を入れるためのペッパーシェーカーなど）。プロテインの粉末を溶かすためのプロテインシェイカーも存在する。

## シェーカーの役割
シェーカーの役割として、
1. カクテルの材料の中で、混ざりにくい材料（比重が大きく違う酒同士や、鶏卵、牛乳、ジュース、クリームなど）を混合する。
2. アルコール度数が高すぎる酒を空気と混ぜ合わせまろやかにする（「酒のカドを取る」と言う）。
3. カクテルの材料を冷却する。

というものがある。
ここで冷却について少し補足する。シェーカーをただ振っただけでは、材料の冷却は不可能である。シェーカーは手で持って振るので、体温の影響でかえって温度が上がってしまうこともある。通常、シェーカーには氷を入れて使用するため、これにより、シェーカー内に入れた飲料を急速に冷却することができる。冷たいタイプのカクテルは、温度が上がってぬるくなってしまうと、美味しさが損なわれるとされるため、なるべく低い温度に仕上げる際に用いられる、飲料の冷却法の1つとしてシェーカーが利用される。

## シェーカーの構造

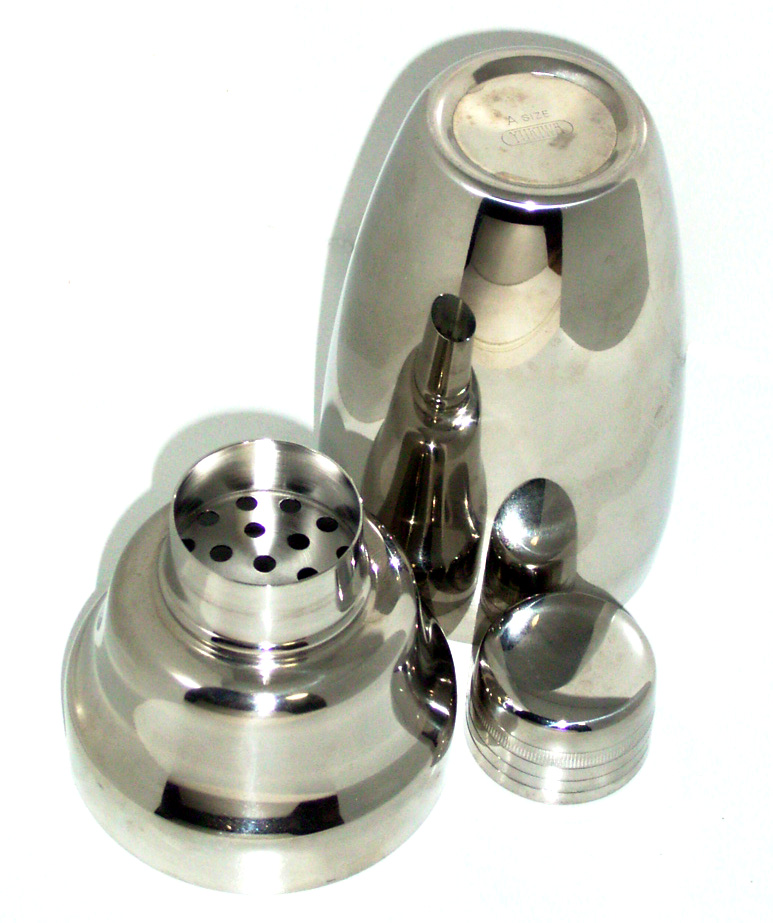
シェーカーを分解した図。写真奥がボディ、手前左がストレーナー、右がトップ

シェイカーは3つの部品からなる。トップ、ストレーナー、ボディである。
- ボディは金属のコップ状である。シェイカー全体の7割ほどの大きさである。
- ストレーナーは、逆漏斗状の部品である。
- トップはストレーナーにかぶせるふたである。

シェイカーに3つの部品を装着した状態は、ちょうど水筒に似ている。
使用方法は
1. ボディに必要な材料、氷などを入れる
2. ストレーナーとトップをかぶせる。
3. トップ側が手前に来るように持つ。普通左手全体でボディを持ち、左手の親指でストレーナーを押さえ、右手親指でトップが外れないように注意しつつ右手全体はトップに添えるようにのせる。
4. 材料を『ボディの底面にぶつけるように』シェイクする。通常は15回ほど、混ざりにくいもの(卵やクリーム)はそれ以上シェイクする。
5. グラスに注ぐときは、ボディとストレーナーを右手でおさえて、ストレーナーの注ぎ口から注ぐ。

なお、上記はあくまで一般的なスリーピースシェイカー(3ピースシェイカー)使用の一例である。よく似たものにバロンシェイカーもある。

## その他
カクテルは必ずしもシェイクするものばかりでは無いが、バーテンダーのイメージとしてシェイカーが定着している。これは薄暗いスタンドバーで物憂げな表情でバーテンダーがシャカシャカとシェイクをしているイメージが、戦後のカクテルブームの際に広まったためだと思われる。また、007シリーズにおける主人公・ジェームズ・ボンドの台詞「ウォッカ･マティーニを。シェイクで、ステアでなく（Shaken, not stirred）」に見られるよう、カクテル愛好者のこだわりを象徴している。

## ニュージーランド
ニュージーランドのほとんどのレストランのバーカウンターではシェイクするときステンレスの大と中2つのグラスを使用し、材料をいれた中に小をふたのようにはめてシェイクしている。そして茶漉しで受けながらグラスに注いでいる。このシェイカーはボストンシェイカーと呼ばれるタイプである。